# アイコトバ (RSPの曲)
「アイコトバ」は、RSPの10枚目のシングル。2010年7月7日発売。

## 解説
RSPのラスト・シングル。
一生懸命で不器用な女の子を主人公としたラブ･ソング。
DVD付初回限定盤と通常盤の2形態で発売。
DVDには「アイコトバ」ミュージック・ビデオのスペシャルエディションを収録している。

## 収録曲

### CD
1. アイコトバ
  - 作詞：RSP／作曲・編曲：KOSH
2. End Of Loop  
  - 作詞：矢吹香那／作曲・編曲：ZETTON
3. You're Not Alone 
  - 作詞・作曲・編曲：pal@pop
4. アイコトバ -Instrumental-

### DVD
1. アイコトバ (Music Video-Special Edition-)